# Keizo Imai
Keizo Imai (japonsko 今井 敬三), japonski nogometaš, 19. november 1950.
Za japonsko reprezentanco je odigral 29 uradnih tekem.